# Family Force 5
I Family Force 5 sono un gruppo musicale christian rock e crunkcore statunitense attivo dal 2004.

## Storia del gruppo
Il gruppo si è formato ad Atlanta a partire dall'iniziativa dei fratelli Solomon, Joshua e Jacob Olds, già attivi come musicisti dal 1993.
Nel marzo 2006 è uscito l'album d'esordio.
Solomon Olds ha lasciato il gruppo nel 2013 e il ruolo di vocalist è stato assunto da Jacob Olds, precedentemente batterista.

## Formazione
Attuale
- Crouton (Jacob Olds) - voce (dal 2013), batteria (2004-2013)
- Fatty (Joshua Olds) - basso, voce (dal 2004)
- Nadaddy (Nathan Currin) - sintetizzatore, voce, percussioni (dal 2004)
- Chap Stique (Derek Mount) - chitarra (dal 2005)
- Hollywood (Teddy Boldt) - batteria (dal 2013)

Ex membri
- Soul Glow Activatur (Solomon Olds) - voce, chitarra (2004-2013)
- 20 Cent (Brad Allen) - chitarra (2004-2005)

## Discografia

### Album
- 2006 - Business Up Front/Party in the Black
- 2008 - Dance or Die
- 2009 - Dance or Die with a Vengeance (remix)
- 2009 - Family Force 5 Christmas Pageant (album natalizio)
- 2011 - III
- 2013 - Reanimated (remix)
- 2014 - Time Stands Still